# Kanton Lot et Palanges
Lot et Palanges is een kanton van het Franse departement Aveyron. Het is op 22 maart 2015 gevormd bij toepassing van het decreet van 21 februari 2014,  door de samenvoeging van de kantons Laissac en Saint-Geniez-d'Olt en  de gemeenten Castelnau-de-Mandailles, Lassouts en Saint-Côme-d'Olt van het kanton Espalion.

## Gemeenten
Op 1 januari 2016 fuseerden Aurelle-Verlac en Saint-Geniez-d'Olt tot de commune nouvelle Saint Geniez d'Olt et d'Aubrac, Laissac en 
Sévérac-l'Église tot Laissac-Sévérac-l'Église en Coussergues, Cruéjouls en Palmas  tot Palmas d'Aveyron. Hierdoor nam het aantal gemeenten in het kanton af van het oorspronkelijke 17 tot volgende 13:
- Bertholène
- Castelnau-de-Mandailles
- Gaillac-d'Aveyron
- Laissac-Sévérac-l'Église
- Lassouts
- Palmas d'Aveyron
- Pierrefiche
- Pomayrols
- Prades-d'Aubrac
- Saint-Côme-d'Olt
- Saint Geniez d'Olt et d'Aubrac
- Sainte-Eulalie-d'Olt
- Vimenet